# 5050 Doctorwatson
5050 Doctorwatson eller 1983 RD2 är en asteroid i huvudbältet som upptäcktes den 14 september 1983 av den amerikanske astronomen Edward L.G. Bowell vid Anderson Mesa Station. Den är uppkallad efter den fiktive figuren Doktor Watson, skapad av Arthur Conan Doyle.